# Thrypticomyia marksae
Thrypticomyia marksae là một loài ruồi trong họ Limoniidae. Chúng phân bố ở miền Australasia.